# Villa van de Quintilii
De Villa van de Quintilii (Italiaans: Villa dei Quintili) is een antieke villa aan de Via Appia bij Rome.
De villa werd in 2e eeuw n.Chr. gebouwd door de rijke broers Sextus Quintilius Maximus en Sextus Quintilius Condianus, die beiden in 151 consul waren. De villa stond buiten de stadsmuur, even voorbij de vijfde mijlpaal. De villa bestond uit een groot complex van gebouwen, met onder andere thermen, die gevoed werden door een eigen aquaduct en een hippodroom dat in de 4e eeuw werd toegevoegd. Keizer Commodus wilde de villa zo graag in zijn bezit krijgen, dat hij de beide broers in 182 ter dood liet brengen, waarna hij het complex confisqueerde. Het bleef daarna keizerlijk bezit.
In de middeleeuwen verviel het complex tot een ruïne en verdween grotendeels onder de grond. Toen na de middeleeuwen de eerste opgravingen werden uitgevoerd, vond men het complex dusdanig groot dat men aannam dat het om een complete plaats ging. Het werd toen Roma Vecchia genoemd, wat Oud Rome betekent. Bij opgravingen in 1776 door de kunstenaar en antiekverzamelaar Gavin Hamilton werden een aantal grote standbeelden aangetroffen, waaruit de conclusie werd getrokken dat dit een keizerlijke villa was geweest.
Tegenwoordig zijn de ruïnes van een nymphaeum en het tepidarium van de thermen voor publiek toegankelijk. Er is daarnaast een museum waarin marmeren elementen van de villa en standbeelden worden tentoongesteld.
Op het complex is een luxueus wijngoed bloot gelegd waar de Romeinse elite zich kon vermaken. Het omvatte eetzalen, marmeren kanalen en fonteinen waaruit wijn stroomde. Bij het feestvieren konden de oude Romeinen de slaven zien die bij de productie van de wijn werden ingezet.